# Нхієк Тіулонг
Чакрей Нхієк Тіулонг (кхмер. ញឹក ជូឡុង; 23 серпня 1908 — 9 червня 1996) — камбоджійський військовик і політик, дипломат, виконував обов'язки прем'єр-міністра країни від лютого до серпня 1962 року.

## Кар'єра
Від 1945 до 1946 року обіймав посаду міністра економіки та фінансів. 1958 року отримав портфелі міністра внутрішніх справ, національної безпеки та інформації, того ж року очолював міністерство планування, промисловості, економіки, суспільних робіт, телекомунікацій і туризму. Від 1959 до 1960 року займав пост міністра освіти, планування й туризму, у 1961—1962 роках очолював зовнішньополітичне відомство Камбоджі.
Окрім того, був губернатором провінції Баттамбанг (1950—1951), мером Пномпеня (1953—1954), послом Камбоджі в Японії, Польщі й Чехословаччині.